# Jan Koukal
Jan Koukal, né le 20 juin 1983 à Prague, est un joueur professionnel de squash représentant la République tchèque. Il atteint, en janvier 2005, la 39e place mondiale sur le circuit international, son meilleur classement. Il est de multiples fois champion de République tchèque et finaliste du Championnats d'Europe en 2005 à Prague face à Grégory Gaultier.
Avec sa victoire à Château-Arnoux en juillet 2015, il devient le premier joueur à avoir remporté au moins un titre en douze années consécutives. En juin 2016, il améliore ce record avec une victoire en tournoi à Gibraltar .

## Palmarès

### Titres
- Championnats de République tchèque : 18 titres (2000-2017)

### Finales
- Windy City Open : 2011
- Championnats d'Europe : 2005